# Hôtel Caristie
Pour les articles homonymes, voir Caristie.
L’hôtel Caristie est un hôtel particulier situé à Dijon, dans le département de la Côte-d'Or.

## Histoire

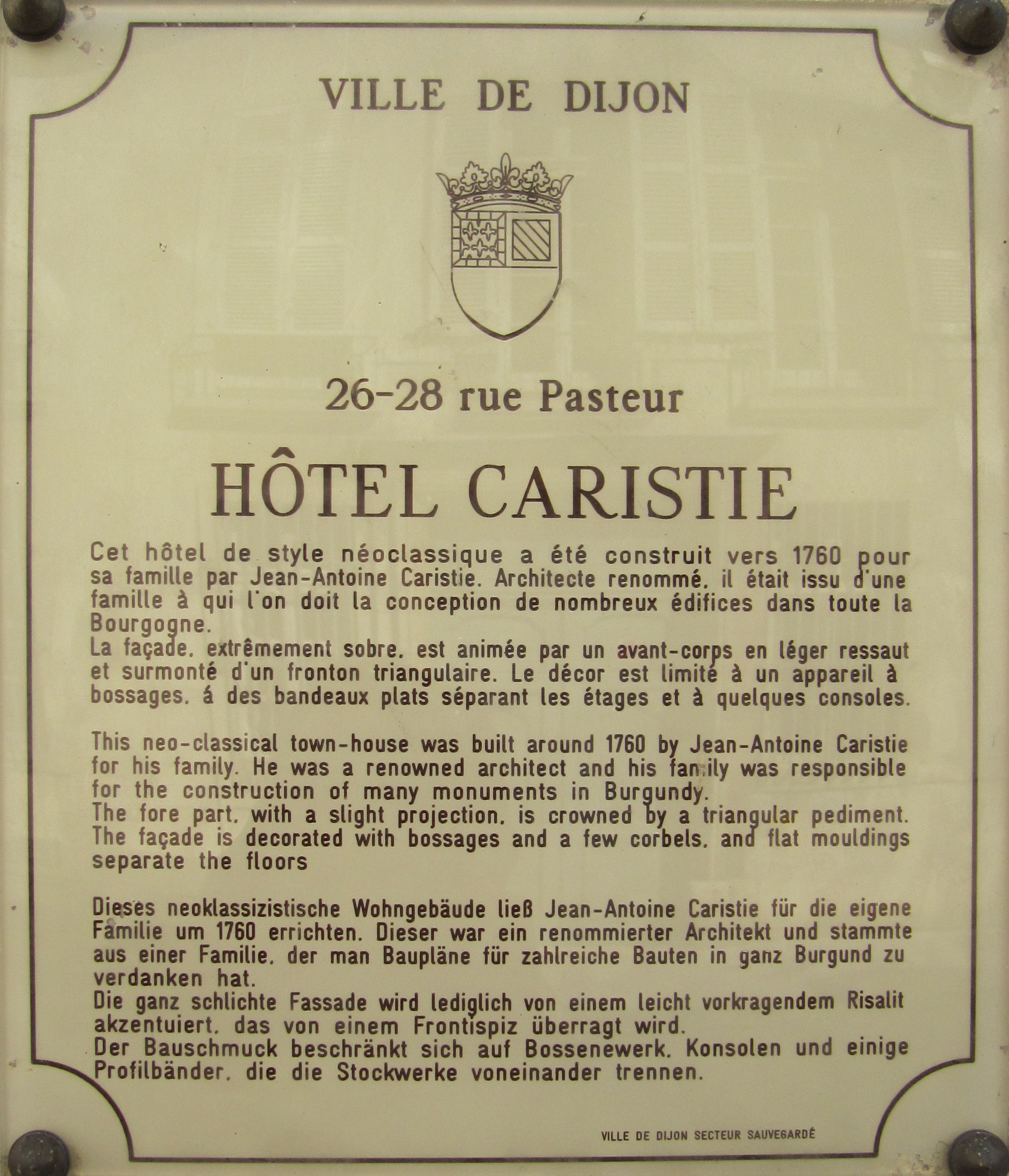
Plaque information hôtel Caristie

L'hôtel fut construit vers 1760 par l'architecte Jean-Antoine Caristie, de la célèbre dynastie, pour sa famille.
La Société d'Assurances l'Urbaine et la Seine y installa sa Délégation Régionale Est.
En 1999, la Chambre régionale des comptes de Bourgogne-Franche-Comté s'y installe.